# Посильний (фільм, 1918)
Посильний (англ. The Messenger) — американська короткометражна кінокомедія режисера Арвіда Е. Джиллстрома 1918 року.

## У ролях
- Біллі Вест[en] — Біллі-посильний
- Олівер Гарді
- Етель Марі Бертон
- Літріс Джой
- Лео Вайт
- Джо Бордо